# 계층적 파일 시스템
계층적 파일 시스템(Hierarchical File System, HFS)은 애플이 맥 OS를 구동하는 컴퓨터 시스템에 사용할 목적으로 개발한 파일 시스템이다. 원래 플로피 디스크와 하드 디스크에서의 사용을 염두에 두었으나 지금은 CD-ROM과 같은 읽기 전용 매체에서도 사용할 수 있다. HFS는 맥 OS 표준(Mac OS Standard)으로 일컫기도 하며 그 뒤를 잇는 파일 시스템으로 맥 OS 확장(Mac OS Extended)로 불리는 HFS 플러스가 있다.

## 역사
HFS는 1985년 9월 애플이 애플 최초의 매킨토시용 하드 디스크 드라이브를 지원하기 위해 도입하였으며, 이는 1년 반 전 최초의 매킨토시 컴퓨터와 함께 도입된 원래의 파일 시스템인 매킨토시 파일 시스템(MFS)을 대체한다.
1998년 애플은 HFS의 비효율적인 디스크 공간을 해결하고 일부 개선 사항을 추가한 HFS 플러스를 도입하였다. HFS는 여전히 현재 버전의 맥 OS에서 지원되지만 OS X을 기점으로 HFS 볼륨은 부팅을 위해 사용할 수 없으며, OS X 10.6 (스노 레퍼드)를 시작으로 HFS의 볼륨은 읽기 전용이 되어 생성이나 업데이트는 불가능하다.

## 같이 보기
- HFS 플러스